# ラベンダー・ヒル・モブ
『ラベンダー・ヒル・モブ』（The Lavender Hill Mob）は、1951年のイギリスのクライムコメディ映画。監督はチャールズ・クライトン、出演はアレック・ギネスとスタンリー・ホロウェイなど。1950年撮影。日本未公開。
「イギリスのコメディの最高傑作」とも評される作品。1951年度の英国アカデミー賞の最優秀英国作品賞を受賞したほか、アカデミー賞の脚本賞も受賞しており、ヴェネツィア国際映画祭の金獅子賞（作品賞）にもノミネートされている（同年の金獅子賞は黒澤明監督の『羅生門』）。
オードリー・ヘプバーンが冒頭のワンシーンに一言のセリフだけで出演している。

## ストーリー
金塊の輸送を管理する真面目な銀行員が、土産物屋と協力して金塊を強奪し、それをミニチュアのエッフェル塔に作り替えて国外に密輸しようとするが、計画は思いがけない方に転がっていく。

## キャスト
- ヘンリー・ホーランド: アレック・ギネス
- ペンドルブリー: スタンリー・ホロウェイ
- ラッカリー: シドニー・ジェームス（英語版）
- ショーティ: アルフィー・バス（英語版）
- ミセス・チョーク: マージョリー・フィールディング
- ファロー: ジョン・グレッグソン（英語版）
- ミス・イーヴスハム: エディー・マーティン（英語版）
- 巡査: クライヴ・モートン（英語版）
- ターナー: ロナルド・アダム（英語版）
- クレイトン: シドニー・タフラー（英語版）
- 役人: ジャック・ブルニアス（英語版）
- P・C・ウィリアムズ: メレディス・エドワーズ（英語版）
- ゴッドウィン: ギブ・マクロフリン（英語版）
- 監査役: パトリック・バー（英語版）
- セニョーラ・ガラルド: マリー・バーク（英語版）
- チキータ: オードリー・ヘプバーン

## エピソード
- この映画での共演でオードリー・ヘプバーンを気に入ったアレック・ギネスは、マーヴィン・ルロイ監督の『クォ・ヴァディス』のヒロインのリジアにヘプバーンを推薦したという[1][2][4]。ヘプバーンはローマ時代のコスチュームを着てテストを受けたが、結局デボラ・カーに回った[1][2][4]。のちにマーヴィン・ルロイ監督はなぜヘプバーンを不採用にしたのか、うんざりするほど何度も説明することになる[5]。「当時オードリーは経験が不足していたから」[5]。これに対して、ウィリアム・ワイラー監督は「『ローマの休日』を撮った時にも彼女にはたいした経験はなかったが。」と応じている[5]。
- 1951年夏、日本で英国映画を配給していたNCC（ヘラルド映画の前身）でこの作品の試写が行われたが、出演者が中高年ばかりという渋さで、商売になりそうもないと公開されずに終わった、と当時NCCで働いていた映画評論家の日野康一が書き記している[6]。また日野康一は、目がやけに大きく、それでいて清楚そのものという独特のパーソナリティを持つオードリー・ヘプバーンを見てドキリとした、と書いている[6]。
- 日本では劇場未公開のままであるが、2007年にDVDが発売されたほか、1975年8月5日に東京国立近代美術館のフィルムセンター収蔵のフィルムを使用して『ラヴェンダー・ヒル・モッブ』として1日だけ上映[7]、またスター・チャンネルが2019年に放送していた「生誕90年特別企画　麗しのオードリー」のイベントの一環として2019年6月15日に『BS10スターチャンネルpresents　オードリー・ヘプバーン映画祭』で109シネマズ二子玉川にて1回のみデジタル上映されている[8]。

## 賞歴
アカデミー賞
- 受賞
  - 最優秀脚本賞：T・E・B・クラーク（英語版）
- ノミネート
  - 主演男優賞：アレック・ギネス

英国アカデミー賞
- 受賞
  - 最優秀英国作品賞
- ノミネート
  - 最優秀総合作品賞

全米監督協会賞
- ノミネート
  - 長編映画監督賞：チャールズ・クライトン

ヴェネツィア国際映画祭
- 受賞
  - 最優秀脚本賞：T・E・B・クラーク
- ノミネート
  - 金獅子賞：チャールズ・クライトン

ナストロ・ダルジェント賞
- 受賞
  - 最優秀外国男優賞：アレック・ギネス